# ليونارد بيتر شولتز
ليونارد بيتر شولتز (بالإنجليزية: Leonard Peter Schultz)‏ هو عالم حيوانات أمريكي، ولد في 1901 في ألبيون في الولايات المتحدة، وتوفي في 1986.